# Jens Lind
Jens Wilhelm August Lind (1. marts 1874 i Nykøbing Mors – 4. oktober 1939 i Viborg) var en dansk apoteker og botaniker. Han blev især kendt for sin forskning indenfor svampe og bekæmpelse af plantesygdomme med kemikalier.

## Karriere
Lind blev uddannet farmaceut i 1896 og grundlagde derefter Slagelse Jernbaneapotek nu Slagelse Rådhusapotek. Han ejede apoteket indtil 30. juni 1907. Udover interessen for medicin, var Lind i en tidlig alder også blevet interesseret i botanik. Det var især snyltesvampene han fik fokus på, da disse er udbredte i Danmark og derfor var let tilgængelige.
Allerede i 1902 skrev han en mini-afhandling om emnet. I årene efter beskrev han emnet i flere afhandlinger, og i perioden 2005-2008 blev nogle der specifikt havde fokus på nye danske og udenlandske arter optaget i tidsskriftet Annales Mycologici. På baggrund af dette blev udlandet bekendt med Linds arbejde, og i sommeren 1905 blev han tilbudt et privat solokursus på Stockholms Högskola med den anerkendte svenske mykolog og botaniker Nils Gustaf von Lagerheim (1860-1926). Den viden blev efterfølgende blandt andet brugt til afhandlingen om slægten Gloeosporium.
I 1907 flyttede Jens Lind til København og fik arbejde på et apotek i byen. Det blev ham der skulle undersøge og bearbejde de småsvampe (Micromycetes) som Roald Amundsen havde samlet under Gjøa-ekspeditionen og Danmark-ekspeditionen. Resultatet af disse undersøgelser beskrev han i 1909 og 1910. I 1912 forlod han stillingen på apoteket. Kollegaen Emil Rostrup havde ved sin død i 1907 efterladt sig en samling på 30.000 svampe fordelt på 3324 forskellige arter. Efter en kritisk gennemgang af samlingen udgav Lind i 1913 det store værk Danish Fungi, as represented in the herbarium of E. Rostrup.
Statens plantepatologiske Forsøg blev etableret i 1913 og blev Lind ansat som personlig forskningsassistent for cheften Kølpin Ravn. De havde i 1908 udgivet afhandlingen om Stikkelsbærdræber Jens Lind var ansat indtil 1917, og udgav i disse år en lang række undersøgelser og afhandlinger. Han blev også en meget efterspurgt konsulent indenfor plantesygdomme for havebrugere, da han benyttede sin viden fra uddannelsen og arbejdet som farmaceut. Han lærte havebrugere, som noget nyt, om hvordan de kunne bekæmpe sygdomme med kemikalier, og var den første der anbefalede at sprøjte frugttræer om vinteren hvis de var blevet ramt af svampeangreb.
Jens Lind flyttede i 1919 til Østbirk hvor han overtog byens apotek, og i 1926 flyttede han til Viborg hvor han købte Sct. Mathias Apotek. Han fortsatte dog forskningen og det videnskabelige arbejde indenfor botanikken. Lind rejste i 1930 til Sverige for at indsamle plantemateriale og svampe, ligesom han undersøgte og skrev artikler om emner fundet på andres ekspeditioner til blandt andet Grønland, Svalbard og Novaja Zemlja. Linds sidste store opgave og værk beskrev han i 1934 under titlen "Studies on the geographical distribution af arctic circumpolar Micromycetes". Det skete efter at han havde undersøgt hele Botanisk haves arktiske herbarium for snyltesvampe og efter analyseret fundene.
Lind var en af pionerene i Historisk Samfund og anlagde i 1926 en klosterhave ved Øm Kloster. Med baggrund i det speciale Lind tidligere havde skrevet om klosterplanter, anlagde han en have bestående af 63 bede med målene 80x80 centimeter, med hvert deres metalskilt. Dette var Danmarks første museumshave. Han beskrev i Historisk Samfunds Årbog fra 1931 hver plantes historie. Dette er senere blevet udgivet i særudgaver flere gange under titlen Klosterhaven i Øm.

## Udvalgte værker
- Danish Fungi, as represented in the herbarium of E. Rostrup (1913)
- Det danske Markukrudts Historie (sm. Knud Jessen) (1922-23)
- Klosterhaven i Øm (1931)
- Studies on the geographical distribution af arctic circumpolar Micromycetes (1934)

## Privat
Han var søn af landinspektør og branddirektør Janus Balthasar Krarup L. (1841-1917) og Christine Marie Begtrup (1846-1922).
Jens Lind blev gift 2 gange. 24. oktober 1908 blev han i Skt. Markus Kirke i København blev gift med Hedevig Harder (1880-1960) fra Skive. Parret blev skilt i 1923. Den 16. januar 1927 i Østbirk Kirke indgik Lind ægteskab med Gunild Helga Agnete Koed (1895-1985). De var gift til Linds død i 1939. Parret er begravet på Viborg Kirkegård.